# Ján Štrba

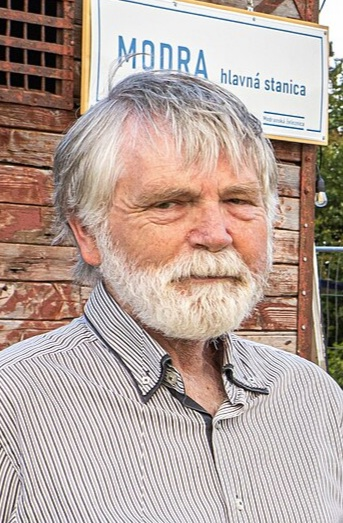
Ján Štrba in Modra (2023)

Ján Štrba (IPA: 'jaːn 'ʂtr̩ba; * 3. Juni 1952 in Slovenský Grob) ist ein slowakischer Fotograf.

## Leben und Karriere
Štrba wurde in Slovenský Grob geboren. Er ist Absolvent der Mittleren Industrieschule für Elektrotechnik in der Zochova 9 in Bratislava.
Im Jahr 1974 begann er sich der Fotografie zu widmen. Im selben Jahr war das erste Konzert, bei dem Štrba fotografierte, Konzert der Fermata-Band in Trnava. Im Jahr 1981 schloss er sein Ingenieurstudium im Bereich Produktionsmaschinen und -ausrüstung an der Fakultät für Ingenieurwissenschaften der Slowakischen Technischen Universität in Bratislava ab. Er lebt seit 1983 in Pezinok und arbeitete die meiste Zeit seines Lebens als Techniker der Pharmaziefakultät der Comenius-Universität in Bratislava.
Er veröffentlichte zwei Monographien, Taký vzdialený deň (2002) a Návrat (ne)strateného (2012), und eine Fotopublikation Pezinok 1208 – 2008. Es sind auch mehrere Bücher mit seinen Fotos von Musikern und Konzerten erschienen, z. B. Atmosphäre der Koncerty mladosti im Amphitheater in Pezinok, die Teil verschiedener Gedenkausstellungen und Bücher waren.
Zusammen mit Petter Bittner ist er Autor des Buches Pezinok – Musictown aus dem Jahr 2021 und im Jahr 2024 wurde er zusammen mit Bittner und Pavol Boriš der Co-Autor der zweiten Auflage des Buches Pezinok – bigbeatatown.
Er ist verheiratet und hat mit seiner Frau Ľudmila zwei Söhne.